# 棚倉孫神社
棚倉孫神社（たなくらひこじんじゃ）は、京都府京田辺市にある神社である。式内大社で、旧社格は郷社。

## 歴史

### 概史
社伝によると、推古天皇31年（623年）に相楽郡棚倉之荘から勧請されたとされる。『延喜式神名帳』では大社に列格していた。江戸時代には「天満宮」と呼ばれていた。昭和6年（1931年）2月郷社に列格した。

### 神階
- 天安3年（859年）1月27日、従五位下から従五位上（『日本三代実録』）- 表記は「棚倉孫神」

## 文化財
- 本殿（京都府登録有形文化財）

桃山時代の建立。
- 瑞饋神輿（京田辺市無形文化財）

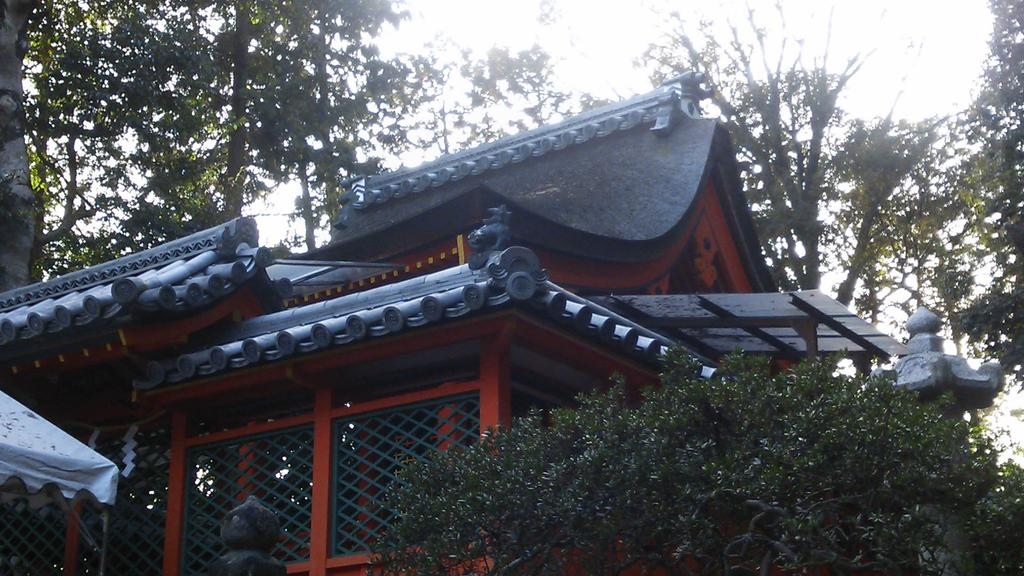
本殿

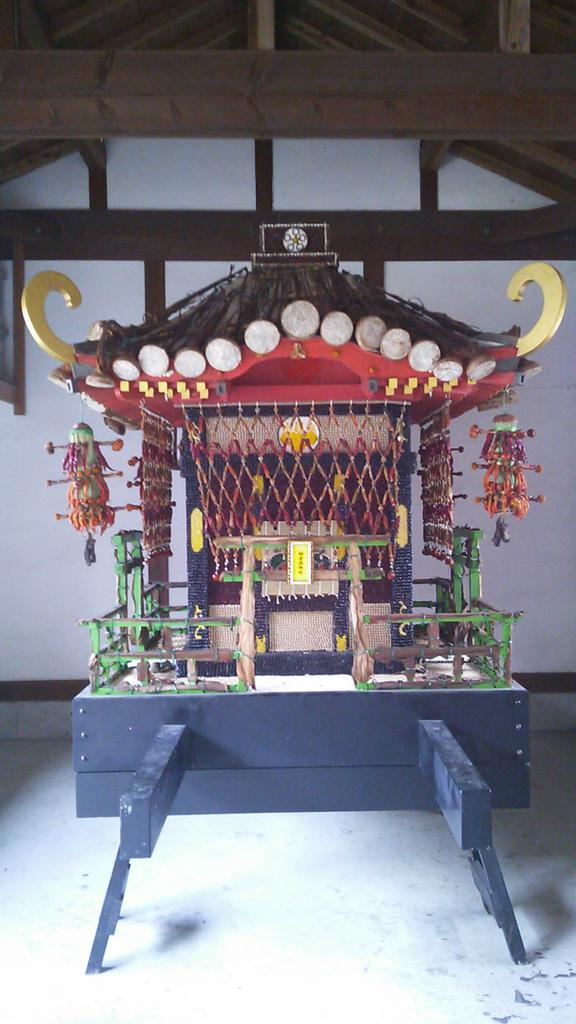
瑞饋神輿

例祭に合わせて、瑞饋・唐辛子・金柑・千日紅・白米・豆類等を使用して瑞饋神輿（ずいきみこし）を製作し、10月体育の日に氏子区域を巡行する。

## 交通アクセス
- JR西日本学研都市線京田辺駅から徒歩10分
- 近鉄京都線新田辺駅から徒歩15分